# حمام (آيت توايا)
حمام هو دُوَّار يقع بجماعة أمرزڭان، إقليم ورززات، جهة درعة تافيلالت في المملكة المغربية. ينتمي الدوّار لمشيخة آيت توايا التي تضم 13 دوار. يقدر عدد سكانه بـ 166 نسمة حسب الإحصاء الرسمي للسكان والسكنى لسنة 2004.

## روابط خارجية
- البوابة الوطنية للجماعات الترابية نسخة محفوظة 12 مارس 2018 على موقع واي باك مشين.
- المندوبية السامية للتخطيط